# Fanny Brawne
Frances (Fanny) Brawne Lindon (Londra, 9 agosto 1800 – Londra, 4 dicembre 1865) è nota soprattutto per il suo fidanzamento con il poeta inglese John Keats, esponente del Romanticismo inglese.
Questo fatto è rimasto sconosciuto fino al 1878, quando vennero pubblicate le lettere di Keats a lei indirizzate. Il loro fidanzamento, durato dal dicembre 1818 fino alla morte di Keats nel febbraio del 1821, ha coinciso con gli anni artisticamente più prolifici del poeta.

## Biografia
Primogenita di cinque figli, suo padre, Samuel Vernon Brawne (1778-1810) era un uomo d'affari, mentre sua madre, Frances (1772-1829), era figlia di John Ricketts, apparteneva ad una famiglia di estrazione medio borghese, che le permise di usufruire di una buona educazione, soprattutto negli studi letterati e nello studio delle lingue, in particolare francese e tedesca. 

Il suo primo incontro con il poeta John Keats va fatto risalire alla fine dell'autunno del 1818 ad Hampstead e, a partire dal giugno 1819, la loro amicizia divenne una relazione sentimentale, seppure mantenuta segreta. Il motivo di mantenere non ufficiale il loro rapporto era dettato sia dalle scarse condizioni economiche di Keats che dalla giovinezza di Fanny, elementi che suscitarono la decisiva disapprovazione di sua madre, Frances.

## Filmografia
- Bright Star (2009)